# Gare de Blois
Gare de Blois – stacja kolejowa w Blois, w Regionie Centralnym-Dolinie Loary (departament Loir-et-Cher), we Francji.
Pierwszy dworzec zbudowano w 1847 roku, wkrótce po otwarciu linii kolejowej między Tours i Orleanem w 1846 roku.
Budynek został zniszczony w 1892 roku. Nowa stacja zbudowana została trochę dalej. Prace trwały od 1890 do 1893. Nowe drogi (estakada na ulicy Gambetta) są zbudowane tak, aby ominęły budynek dworca.
W 1938 roku linia Paryż – Bordeaux została zelektryfikowana napięciem 1500 VDC.
W połowie lat 90 XX wieku, pocztowe centrum dystrybucyjne na dworcu zostało zniszczone, a na jego miejscu zbudowano parking.